# ADEM
ADEM (англ. Automated Design Engineering Manufacturing) — российская интегрированная CAD/CAM/CAPP/PDM система, предназначенная для автоматизации конструкторско-технологической подготовки производства (КТПП).
Разработка системы была начата в 90-х годах двумя основными группами разработчиков из Москвы (конструкторский САПР «CherryCAD» — лауреат премии Совета Министров СССР 1990 года) и Ижевска (технологический САПР «Катран»).
ADEM был создан, как единый продукт, включающий в себя инструментарий для проектантов и конструкторов (CAD), технологов (CAPP) и программистов ЧПУ (CAM). Поэтому он содержит нескольких различных предметно-ориентированных САПР под единой логикой управления и на единой информационной базе.
ADEM позволяет автоматизировать следующие виды работ:
- объёмное и плоское моделирование и проектирование
- оформление проектно-конструкторской и технологической документации
- проектирование технологических процессов
- анализ технологичности и нормирование проекта
- программирование оборудования с ЧПУ (фрезерное, токарное, электроэрозионное, лазерное и др.)
- документооборот
- ведение архивов документов
- документореновацию (работа со сканированными чертежами и старыми программами ЧПУ)
- подготовку актуальных данных для MES и ERP систем.

ADEM применяется в различных отраслях: авиационной, атомной, аэрокосмической, машиностроительной, металлургической, станкостроительной и других.